# Rihab
Rihab is een kleine stad in het noorden van Jordanië. 
De stad geniet enige bekendheid omdat er zich mogelijk de oudste 'kerk' ter wereld bevindt. De claim is echter controversieel. 
De 'kerk' is niet meer dan een grot die zich onder de Sint Gregoriuskerk bevindt. In de grot is een apsis uitgehakt en zijn graveringen aangebracht. De graveringen zouden uit het jaar 70 dateren. Op deze claim is echter veel kritiek gekomen vanuit wetenschappelijke hoek. 
De bovenliggende Sint Gregoriuskerk is van later datum maar ook over de ouderdom van deze kerk is nog debat.  
In Rihab bevinden zich ook de restanten van de Sint-Menaskerk. Van deze kerk resteert alleen de fundering en de mozaïekvloer. De mozaïekvloer bevat een tekst uit circa 635.